# Louis de Geer (1622-1695)
Pour les articles homonymes, voir Louis de Geer.
Louis de Geer, né le 24 juin 1622 à Amsterdam et mort le 22 décembre 1695 à Finspång, est un industriel néerlandais.

## Biographie
Fils de Louis De Geer (1587-1652), il s'établit avec sa famille en Suède et devient en 1645 colonel d'un régiment qu'il équipe personnellement. Il forme lors de la guerre de Charles XI contre le Danemark un régiment de cuirassiers mais n'en reçoit pas le commandement. Il est alors nommé assesseur au Collège des mines. 